# HOXD13
La proteína homeótica D13 es una proteína que en los humanos está codificada por el gen HOXD13. Este gen pertenece a la familia de genes homeobox. Los genes homeobox codifican una familia altamente conservada de los factores de transcripción que desempeñan un papel importante en la morfogénesis de todos los organismos multicelulares. Los mamíferos poseen cuatro grupos de genes similares homeobox, HOXA, HOXB, HOXC y HOXD, ubicados en diferentes cromosomas, que consta de 9 a 11 genes dispuestos en tándem. Este gen es uno de los varios genes homeobox HOXD ubicados en un grupo en el cromosoma 2. Las deleciones que eliminan todo el grupo de genes HoxD o el extremo 5 'de este grupo se han asociado con algunas anomalías genitales. Las mutaciones en este gen causan particularmente sinpolidactilia y braquidactilia. El producto del gen de ratón Hoxd13 juega un papel en el desarrollo esqueleto axial y la morfogénesis anterior.

## ¿Gen de laevolución?
José Luis Gómez-Skarmeta, del Consejo Superior de Investigaciones Científicas de España, descubrió que si se aumentan los niveles del gen hoxd13 en aletas de peces cebra, se incrementa la aparición de tejido óseo de carácter distal similar al que generan los dedos en animales bipedos.